# Andrej Panadić
Andrej Panadić, född 9 mars 1969 i Zagreb, Jugoslavien (nuvarande Kroatien), är en kroatisk före detta fotbollsspelare.